# Commission communautaire commune
Pour les articles homonymes, voir COCOM et GGC.

Le drapeau de la région de Bruxelles-Capitale.

La Commission communautaire commune (COCOM), en néerlandais : Gemeenschappelijke Gemeenschapscommissie (GGC), communément appelée Vivalis, est l'institution chargée de l'exercice des compétences communautaires qui ne peuvent pas être réduites à un groupe linguistique dans la région de Bruxelles-Capitale.
Elle est formée d'un organe législatif, l'Assemblée réunie (Verenigde Vergadering), et d'une instance exécutive, le collège réuni (Verenigd College).

## Compétences
La COCOM/GGC assume, sur le territoire de la région de Bruxelles-Capitale, les compétences « bicommunautaires », c'est-à-dire les domaines dévolus aux Communautés de Belgique mais qui ne peuvent être réduits à une communauté linguistique.
Dans la région bruxelloise, les institutions chargées des matières personnalisables — la politique de santé et l'aide aux personnes — peuvent décider de se rattacher à la Communauté française ou à la Communauté flamande. Si elles décident de ne pas faire ce choix, elles relèveront de la compétence de la Commission commune. Elles portent le nom d'« institutions bipersonnalisables ».
Concrètement, la compétence de la COCOM/GGC s'exerce donc sur : 
- la politique de la santé : dispense des soins dans et hors des institutions de soins, éducation sanitaire, médecine préventive, surveillance des maladies infectieuses et suivi des maladies à déclaration obligatoire ;
- l'aide aux personnes : politique familiale, politique sociale, handicap, troisième âge, jeunesse, immigrés, aide sociale aux détenus, aide directe aux personnes, etc.

La Commission est également compétente pour l'aide directe aux personnes dans la Région bruxelloise, sans intervention d'institutions spécifiques, et ce en vertu du principe d'absence de sous-nationalité des personnes en Région bruxelloise.

## Historique

### Création
La Commission commune est instituée par une loi spéciale du 12 janvier 1989, qui s'inscrit dans le cadre de la troisième réforme de l'État et aboutit à la mise en place des institutions bruxelloises.
Selon l'ancien ministre-président de la Communauté française Philippe Moureaux, la COCOM a été créée pour maintenir un parallélisme des formes avec les ministres nationaux qui traitaient de certains dossiers de manière paritaire (il existait au sein du gouvernement belge deux ministres de l'Éducation).

### Accords institutionnels de 2011
Dans le cadre des accords institutionnels de 2011, la Commission communautaire commune est désignée comme celle recueillant les compétences relatives aux allocations familiales des Bruxellois.

## Organisation

### L'Assemblée
L'Assemblée réunie (en néerlandais : Verenigde Vergadering) est composée des 89 députés du Parlement bruxellois. Comme ce dernier, elle adopte des ordonnances. À la différence du Parlement, l'adoption requiert la majorité absolue au sein de chaque groupe linguistique (72 francophones et 17 néerlandophones).
Toutefois, si la majorité absolue dans chaque groupe linguistique n’est pas réunie, il est procédé à un second vote, qui ne peut intervenir moins de trente jours après le premier vote. Dans ce cas, l’ordonnance est adoptée à la majorité absolue des voix de l’Assemblée réunie et avec au moins un tiers des voix de chaque groupe linguistique.

### Le collège
Le collège réuni (Verenigd College) comprend les quatre ministres du gouvernement bruxellois, ainsi que trois membres avec voix consultative : le ministre-président de la région de Bruxelles-Capitale, qui préside le collège, un membre bruxellois du gouvernement flamand et un membre bruxellois du gouvernement de la Communauté française.